# Repapa sulawesi
Repapa sulawesi är en insektsart som beskrevs av Andrej Vasiljevitj Gorochov 1999. Repapa sulawesi ingår i släktet Repapa och familjen syrsor. Inga underarter finns listade i Catalogue of Life.